# X-Men: Children of the Atom
X-Men: Children of the Atom is een computerspel voor het platform Sega Saturn. Het spel werd uitgebracht in 1997. 